# The Indian Express
The Indian Express – indyjski dziennik wydawany w języku angielskim. Został założony w 1932 roku.